# Zethus rugosiceps
Zethus rugosiceps är en stekelart som beskrevs av Fox 1899. Zethus rugosiceps ingår i släktet Zethus och familjen Eumenidae. Inga underarter finns listade i Catalogue of Life.